# 杨砺
杨砺（930年—999年），初名砺，字汝砺。京兆鄠（今西安鄠邑）人。宋朝状元。
生於後唐明宗天成五年（930年），宋太祖建隆元年（960年）庚申科狀元，不久父病逝，又因母病辭官。開寶九年（976年），授隴州防禦推官。端拱元年（988年），充记室参军。后历翰林学士，仕至工部侍郎、枢密副使。宋真宗咸平二年（999年）病逝，宋真宗徒步至其灵前悼念。追赠兵部尚书。著有文集二十卷。

## 延伸阅读
[在维基数据编辑]
 《宋史/卷287》，出自脱脱《宋史》